# Fabio Mancini (modello)
Fabio Mancini (Bad Homburg vor der Höhe, 11 agosto 1987) è un modello italiano.

## Biografia
Nato in Germania da padre italiano, originario di Castellaneta (Puglia), e madre italo-indiana, la famiglia si trasferisce in Italia quando Fabio ha quattro anni, vivono a Valle Lomellina, in provincia di Pavia. Dopo la separazione dei genitori, trascorre l’adolescenza da solo con il fratello minore di cui si prende cura a Milano.
Sin da giovane è appassionato di sport, in particolare del calcio, che pratica a livello agonistico. Tuttavia, le difficoltà economiche lo portano a interrompere gli studi universitari e a svolgere diversi lavori, tra cui cameriere e commesso. La svolta arriva all'età di 19 anni, quando viene notato casualmente in via Montenapoleone a Milano da un collaboratore di Giorgio Armani, che lo introduce nel mondo della moda.
Debutta sulle passerelle nel 2008 sfilando per la collezione estiva di Giorgio Armani e Emporio Armani, avviando così una collaborazione duratura con la casa di moda.
Considerato uno dei modelli italiani più longevi e di successo a livello internazionale, nel corso degli anni, diventa il volto di diverse campagne pubblicitarie dei marchi Armani Jeans, Armani Exchange e Emporio Armani Underwear. Parallelamente, sfila sulle passerelle di tutto il mondo per altre case di moda internazionali, tra cui Dolce & Gabbana, Ermanno Scervino, Rocco Barocco, Vivienne Westwood, John Richmond, diventando il volto per diversi progetti per Dior, Bulgari, Brunello Cucinelli, Roberto Cavalli e Massimo Dutti.
Le sue fotografie appaiono su riviste di moda di fama internazionale, tra cui:
- Vogue
- GQ[10]
- Harper’s Bazaar
- Men’s Health
- Vanity Fair[2][11][12]
- L'Officiel Hommes[13]
- Io Donna[14][15]
- La Gazzetta dello sport[16]

Nel corso della sua carriera, è stato immortalato da celebri fotografi come Giampaolo Barbieri, Bruce Weber e Oliviero Toscani. Grazie alla sua versatilità e longevità nel settore, è stato più volte inserito nella classifica dei modelli più influenti secondo Models.com, e tra i 25 modelli più sexy del pianeta.
Nel 2022 è stato protagonista della prima sfilata della moda in Africa firmata Stefano Ricci, dedicata alla moda sostenibile sotto le note di Andrea Bocelli.
Oltre alla carriera nella moda, nel settembre 2024 debutta come scrittore pubblicando il suo primo libro, "108 volte mi perdono". Edito da Rizzoli, racconta la sua storia nel mondo della moda e il suo percorso personale, dalla difficile infanzia alla scoperta del buddhismo durante un viaggio sulle montagne dell’Himalaya fra India e Tibet.
Il libro ha ricevuto recensioni positive da testate come Il Corriere della Sera, Vanity Fair e Milano Finanza.

## Attività filantropiche
- Fondatore del "Fabio Mancini European School Project": Iniziativa filantropica a supporto di scuole e studenti[24][25][26][27][28]
- Ambasciatore di buoni stili di vita:[14] Collabora con enti nazionali, europei e internazionali per sensibilizzare l’opinione pubblica sulle problematiche giovani.
- Sostenitore della Sanità: Partecipa attivamente ad attività sociali benefiche riguardanti l'educazione sanitaria e come ospite a congressi scientifici nazionali e internazionali.[29][30][31][32][33][34][35][36][37][38]

## Campagne Pubblicitarie
- Testoni A. P/E (2012-2013)[39]
- Armani Jeans P/E (2014-15[7]) A/I (2014-15, 2016-17)
- Carolina Herrera “212” Profumo (2013-2014)[40]
- Emporio Armani Underwear (2014, 2015[41], 2016)
- Emporio Armani (2014)[8]
- Aigner A/I (2014)[42][43]
- Carlo Pignatelli (2014-2015)
- Giorgio Armani “40 Anniversario di Giorgio Armani” (2015[44])
- Pierre Cardin “Underwear” P/E (2015,2016) A/I (2015-2016) A/I (2018-19)
- Sarar A/I (2016)[45]
- Carpisa A/I (2017)[46]
- Armani Exchange “Denim Collection” A/I (2016-2017)[47]
- Armani Exchange adv social (A/I 2017-2018)[48]
- Armani Excenge (2018-2019)[49]
- Giorgo Armani Uomo (2020)[4]
- Lubiam (2017-18) (2022)[50][51][52]
- Vince Camuto “Solare” Profumo (2015)
- Yamamay S/S (2018)[53][54]
- Borsalino (2018)[55]
- Emporio Armani Menswear - Close up FW (2019)[11]
- Dolce & Gabbana S/S 21 Men's Show (2021)[9]
- Colmar F/W (2021)[56]
- Giorgio Armani S/S 22 Men's Show (2022)[57]

## Riconoscimenti
- Premio Spina 2022[58][59][60]
- Mr. big the gentleman awards 2023[61][62]
- Nominato da Friends of Europe 2023[63]

## Televisione e interviste
- Ultim'ora Storie Italiane (RAI)[64]
- La Vita in diretta (RAI)[17]
- Metropolis Extra (La Repubblica)[63]
- La Volta Buona (RAI)[65]
- Storie Italiane (RAI)[66]

## Opere
- 108 volte mi perdono[23], Rizzoli Editore, 2024, ISBN 9788817188647